# Rikki-tikki-tavi
Rikki-tikki-tavi è un racconto dello scrittore inglese Rudyard Kipling, pubblicato per la prima volta nel novembre 1893 sul Pall Mall Magazine e sul St Nicholas Magazine, e successivamente ristampato nella raccolta Il libro della giungla l'anno successivo (1894).
È stato pubblicato anche come racconto a sé stante.
Il personaggio che dà il nome al racconto, la mangusta Rikki-tikki-tavi, è entrato nell'immaginario collettivo per aver fatto conoscere al mondo le abilità di combattimento contro i serpenti (i cobra in particolare) di questi animali.

## Trama
Rikki-tikki-tavi è una mangusta che viene trovata semiaffogata in un torrente; salvata da un bambino, viene adottata dalla sua famiglia, coloni inglesi in India. Subito dopo essere guarito, Rikki-tikki inizia ad esplorare il giardino della sua nuova casa (un enorme bungalow), facendo la conoscenza di Darzee, un uccello sarto che vive su un albero con la sua compagna. Mentre sono intenti a parlare, giungono Nag e sua moglie Nagaina, i "dittatori" del giardino, due enormi serpenti cobra, che cercano immediatamente di uccidere a tradimento il nuovo arrivato. Rikki-tikki decide che libererà gli animali del giardino dalla tirannia dei cobra.
Poco più tardi, mentre steso su un pavimento all'interno del bungalow riflette su quanto avvenuto in giardino, sente sussurrare: "Attento, io sono la morte!". Subito dopo viene attaccato da Karait, un piccolo serpente velenosissimo (bungaro comune) che si nasconde tra la sabbia del giardino. Riesce a salvarsi e uccidere Karait. Dopo di questo la famiglia, scoperto il serpente, decide di tenere la mangusta in casa come difesa contro i serpenti.
Durante la notte, Rikki-tikki inizia a girare nell'oscurità, attraverso i pavimenti deserti del bungalow, ed incontra Chuchundra, un topo muschiato, che vive nel terrore strisciando lungo le pareti e non ha il coraggio nemmeno di correre al centro della stanza. Nel silenzio della casa, odono un sottilissimo rumore: è Nag che striscia all'interno delle condutture dell'acqua per entrare dal bagno. Lui e sua moglie hanno deciso infatti di sbarazzarsi degli inglesi allo scopo di riconquistare definitivamente il controllo della zona. Rikki-tikki si reca nel bagno e affronta Nag appena questi esce dalle condutture: il rumore della sua lotta richiama l'attenzione del capofamiglia che, corso a prendere la sua doppietta, uccide Nag.
Il giorno dopo, Rikki-tikki, salutato dalla famiglia come un eroe, torna in giardino, ove trova Darzee che festeggia la morte di Nag. Dopo poco però si profila un problema più grande: infatti Nagaina ha depositato le uova nel suo nido nel giardino, e se nasceranno i piccoli vi saranno un sacco di nuovi Nag pronti a prendere il potere. Rikki-tikki con l'aiuto dalla moglie di Darzee riesce a trovare il nido e schiaccia le uova tranne una; ma in quel momento si sentono delle urla e torna nel cortile con l'uovo in bocca. Nagaina è vicina al bambino e minaccia di morderlo; ma Rikki-tikki, mostrandole l'uovo, l'allontana dalla famiglia. Dopo un estenuante combattimento all'interno del nido, riesce ad uccidere anche l'ultimo cobra, ed il giardino è liberato.

## Personaggi
- Chuchundra: topo muschiato.
- Darzee: uccello sarto ("darzee" significa "sarto" in hindi).
- Nag: cobra maschio, compagno di Nagaina ("nag" è la parola hindi per "cobra").
- Nagaina: cobra femmina, compagna di Nag. Dal personaggio deriva il nome del genere di ragni Nagaina.
- Rikki-tikki-tavi: mangusta.
- Teddy: bambino che adotta Rikki-tikki-tavi.

## Critica

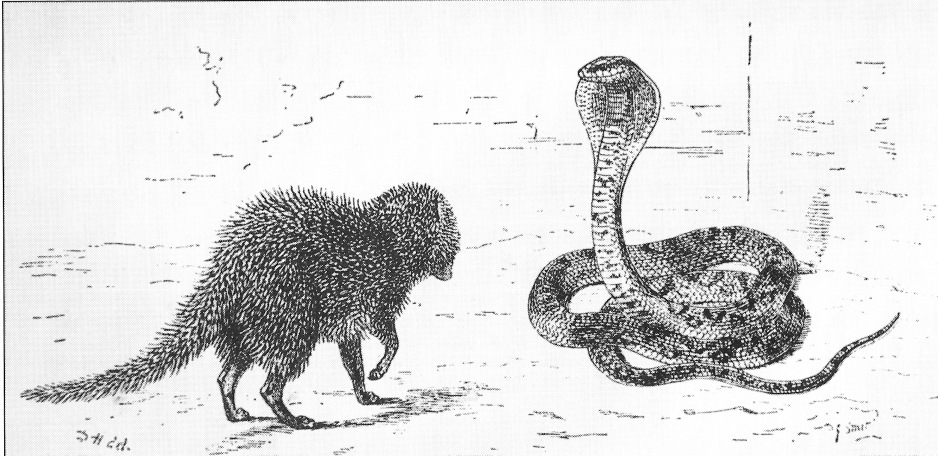
Cobra indiano a confronto con una mangusta (il suo nemico principale in natura)

Anche il racconto di Rikki-tikki-tavi, come altri di Kipling, è stato considerato una metafora del colonialismo inglese, che, secondo l'autore, è destinato a guidare i popoli verso la libertà, liberandoli dalla tirannide dei loro antichi padroni, che li costringono a vivere nel terrore.

## Adattamenti
Il racconto è stato adattato in diverse opere d'animazione:
- Rikki-Tikki-Tavi, cortometraggio del 1965.
- Rikki Tikki Tavi nella giungla (Rikki-Tikki-Tavi), lungometraggio del 1975, dove Rikki-tikki-tavi è doppiato da Andrej Mironov nella versione originale.
- Rikki-Tikki-Tavi, cortometraggio del 1975, dove Rikki-tikki-tavi è doppiato da Shepard Menken.

Il personaggio di Rikki-tikki-tavi appare inoltre in altre opere:
- Nella serie animata Il libro della giungla (Jungle Book Shōnen Mowgli) del 1989, la bambina Meshua possiede un cucciolo di mangusta chiamata Rikki Tikki.
- Nel lungometraggio animato Jungle Book: Rikki-Tikki-Tavi to the Rescue del 2006, Rikki-tikki-tavi appare al fianco di Mowgli e altri suoi amici come Baloo e Bagheera.

## Riferimenti nella cultura di massa
- Rikki-tikki-tavi, nonostante non compaia ne Le storie di Mowgli, è un nome che può essere utilizzato dai capi dei lupetti (presentando caratteristiche positive)[3].
- Donovan ha scritto una canzone dal titolo Riki Tiki Tavi, inclusa nell'album Open Road.
- WikkiTikkiTavi è un motore wiki open source.
- Rikki tikki Tavi è una canzone del gruppo metal Fair to Midland.
- "Rikki Tikki Tavi" diventa uno dei tormentoni pronunciati da Rick Sanchez nella serie animata Rick and Morty.
- Rikki tikki Tavi è il soprannome di una bambina nella novella La porta sull'estate di Robert Heinlein, ammiratore di Kipling
- Rikki-tikki-tavi compare nel testo della canzone Genocide di Lil Darkie